# 京都芸術高等学校
京都芸術高等学校（きょうとげいじゅつこうとうがっこう）は、京都府宇治市五ヶ庄西浦にある美術専門の高等学校であり、2010年12月に京都府から全日制課程の認可を受け2011年4月1日より全日制高校となった美術科のみの単科高校である（2010年度までは昼間定時制高校）。
略称は京芸高、京都芸高など。
運営する学校法人は京都黎明学院である。
創立当初の校名は京都高等工芸学校（きょうとこうとうこうげいがっこう）で2001年4月に高等専修学校から昼間定時制高校に変更した際に現在の校名となった。
2006年4月より数学者の秋山仁が名誉校長に就任した。
本項では前身の京都高等工芸学校時代に付いても記述する。

## 歴史
- 1929年 - 城南技芸女塾創立。
- 1936年 - 洛南報徳技芸女学校として認可。
- 1947年 - 洛南高等技芸学校と改称。
- 1966年 - 京都高等工芸学校と改称、男女共学とする。
  - 高校卒業資格は技能連携校の大阪府茨木市の向陽台高等学校から取得していた。
- 1983年 - 高等専修学校として認可。
- 1988年 - 4年制より3年制に変更される。
- 2001年 - 校名を現在の名称に変更し美術科のみの単科高校となる。この時、向陽台高等学校との技能連携を解消する。
- 2010年 - 京都府より全日制課程の認可を受ける。
- 2011年 - 全日制課程により美術科5コースを設置。3学期制から2学期制（前期・後期）となる。高大連携を開始。

## 学科
学科は美術科のみ。1年次はコース分けはされていないが2年次になる際に絵画・デザイン・造形の3コースに分けられる（2009年度生までは卒業まで3つのコースで学ぶ）。2011年度より新しくマンガ文化表現コース・映像メディアデザイン表現コースが設置され、絵画分野は絵画表現コースとマンガ文化表現コースの2コース、立体分野を造形表現コースの1コース、デザイン分野を視覚デザイン表現コースと映像メディアデザイン表現コースの2コース、合計5コースとなる。この5つのコースは2011年度から2年次より学ぶ（2010年度生から適用される）。

## 教育方針
日本の歴史文化を愛し、創造性豊かな個性伸長の教育を推進する。豊かな感性を培い「人と心」を大切にする人間教育と、美と心をテーマとし「生きる力」につながる特色ある美術教育を行う。「人権教育の充実、学力の向上」と「心を育てる　ぬくもりと、感動と、信頼」の教育を実現し、文化を創造する魅力ある学校を目指す。

## 学校の特色・その他
京都芸術高等学校では専門の美術教科には素描、基礎造形、絵画実習、デザイン実習、造形実習、特別実習、美術史、美術概論等の科目があり一般教科では国語・数学・理科・地理歴史・公民・外国語・家庭・保健体育・情報などの教科単位も修得し、2010年度生までが学ぶ。2011年度生からは1年次に素描、基礎造形、演習、美術史を学び、2年次より絵画、マンガ、造形、視覚デザイン、映像など各関連の授業として専攻演習という科目が採り入れられ、一般教科ではこれまでの教科に新課程として国語表現・古典・数学A・オーラルコミュニケーション、選択演習としてセンター試験演習などの科目が加わる。
2012年3月、警察庁の似顔絵を元に、当時オウム真理教事件で特別手配されていた高橋克也容疑者（当時。現服役囚）の模型を作成したところ、2012年6月に防犯カメラの映像によって判明した高橋の容貌に良く似ており、警察が手放しで褒めたという。

## 主な学校行事

### 前期
入学式、写生実習、修学旅行（写生研修旅行）（6月に北海道方面で実施）

### 後期
体育大会、黎明祭（文化祭）、オープンキャンパス、卒業式、進級制作展（1、2年生）卒業制作展（3年生）  例年2月下旬頃に京都市美術館別館で開催

## 制服
- 男子 - 淡青を基調とした詰め襟学生服、スラックス
- 女子 - 黒を基調としたブレザー・スカート・赤のネクタイ
  - 冬期は男女共通で灰色のコートを着用。
  - 2021年より冬季のタイツ着用が許可された。

制服は京都高等工芸学校時代末期より変更されていない。

## 部活動
運動系
- スポーツ研究部

文化系
- 美術部
- 漫画研究部
- 合唱部
- 茶華道部
- アニメーション部

## 最寄駅
- JR奈良線黄檗駅または京阪電鉄宇治線黄檗駅。
- 京都京阪バス JR黄檗駅。

## 主な出身者
- 佐野愛莉（漫画家）
- 佐倉紫露（漫画家）
- 山田雅史（映画監督）
- ob（アーティスト）
- 鈴木聡（絵画）
- 荒井貴士（デザイナー）

## その他
- 体育授業時には生徒はバス移動し運動場（黎明グランド）及び体育館（翠明館）にて授業を行う。
  - 体育祭の時には、校舎から黎明グラウンドまで、徒歩にて往復する。
  - その他近隣の運動公園でも体育の授業を行うことがある。
- JR黄檗駅前の本館校舎（黎明館）で通常の授業を行う。
  - 隣接した入試広報センター（清明館）では在校生及び卒業生等の作品を常時展示している。
  - また、現在新たに制作工房及び寄宿舎としての使用を目的として新校舎の工事が進んでいる。
- 2004年～2010年まで7年連続でまんが甲子園の本選出場を果たした（通算11回出場）。